# Matej Tóth
Matej Tóth, född 10 februari 1983, är en slovakisk friidrottare som tävlar i gång. Tóth tog VM-guld 2015 och har deltagit vid fyra olympiska sommarspel,  2004,  2008,  2012 och  2016.